# Tossal d'en Roca
El Tossal d'en Roca és una muntanya de 749 metres al municipi de Pujalt, a la comarca de l'Anoia.